# Villiers-Saint-Denis
Villiers-Saint-Denis è un comune francese di 1 076 abitanti situato nel dipartimento dell'Aisne della regione dell'Alta Francia.

## Società

### Evoluzione demografica
Abitanti censiti

## Cultura locale e patrimonio

### Luoghi e monumenti
- La Grande rue:

Villiers-Saint-Denis si trova nel cuore di una valle il cui sbocco si trova nel territorio del vicino comune di Charly-sur-Marne.
La via principale del villaggio sta sul tracciato della valle.
Su di essa, al centro, si affaccia la chiesa romanica eretta su un poggio che domina la via e risale all'XI secolo; essa conduce al castello di Villiers, situato all'intersezione tra le due parti storicamente più antiche del villaggio, situata ciascuna su una riva d'un rio detto di Domptin.

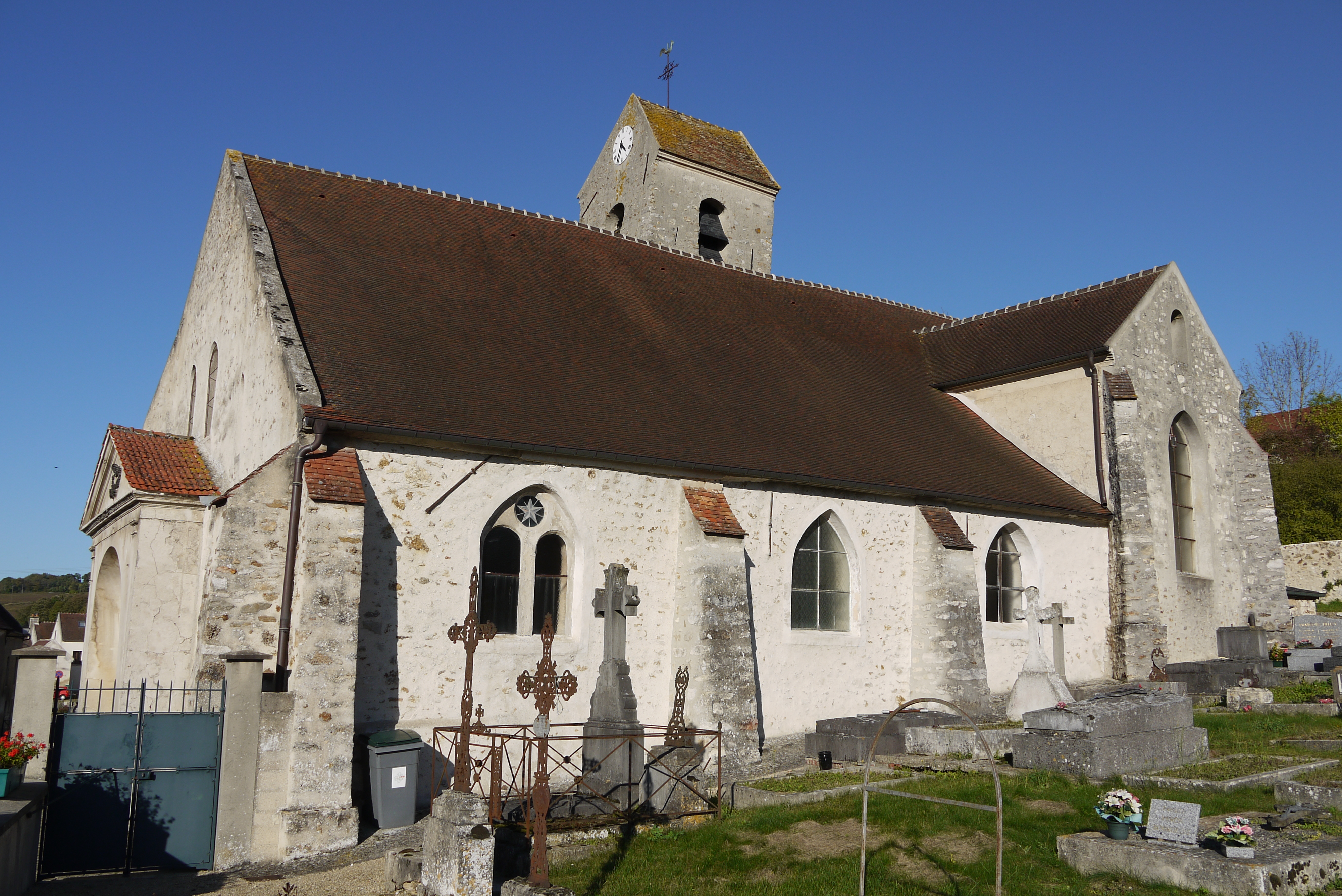
La chiesa di Saint-Denis.

- La chiesa di Saint-Denis:

Edificio di stile romanico, eretto nell'XI secolo e terminato nel XIII, monumento storico, all'interno del quale si trovano una statua di san Dionigi che tiene la propria testa tra le sue mani, datata dal XVI secolo, come dei fonti battesimali dell'epoca medievale e une tela del XVII secolo, di grandi proporzioni, rappresentante San Fiacrio (Saint Fiacre).
La campana della chiesa datata dal 1831.
In pericolo di rovina nel XX secolo, la chiesa è stata salvata dalla demolizione per decisione del consiglio comunale e lavori di restauro hanno permesso la salvaguardia dell'edificio, ormai aperto su richiesta per la visita.
L'antico cimitero attiguo contiene la tomba Nieuwerkerke, che è anche il cenotafio del conte Emiliano di Nieuwerkerke, sovrintendente alle Belle Arti durante il Secondo Impero, che fu senatore dell'Aisne e consigliere generale del cantone di Charly-sur-Marne, di cui fa parte Villiers-Saint-Denis.
- Il castello di Villiers-Saint-Denis:

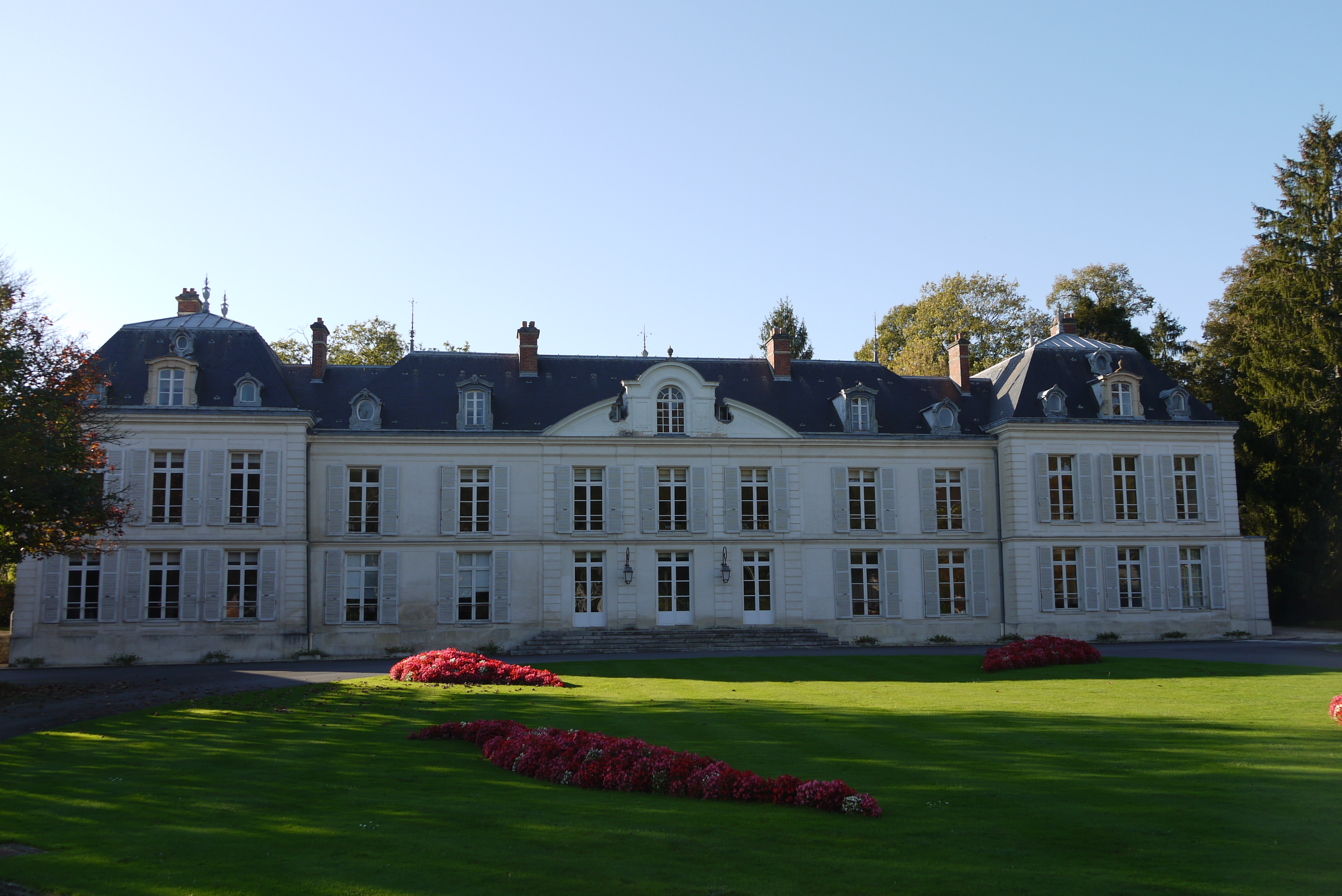
Il castello.

Sanatorio i cui padiglioni di cura sono stati edificati nel parco, riconvertito oggi in ospedale, è monumento storico.
Il dottore André Bocquet, già direttore medico del centro medico-chirurgico della Renaissance sanitaire, fondazione che assicura la gestione dello stabilimento ospedaliero installato nel castello e nel connesso parco, che ha scritto un libro (48 pagine, edizioni della Fondazione la Renaissance sanitaire) consacratosi alla storia del castello.
La proprietà, che fu una residenza di Émilien de Nieuwerkerke, direttore dei musei di Francia nel 1849, poi sovrintendente delle Belle Arti a partire dal 1863, parente dell'imperatore Napoleone III, è stata ricostruita nel XVIII secolo sul sito di un castello medievale del quale sussistono ancora rare vestigia (elementi di fondazioni),  visibili nelle cantine dell'attuale castello.